# Annimari Korte
Pour les articles homonymes, voir Korte.
Annimari Korte (née le 8 avril 1988 à Kirkkonummi) est une journalise et athlète finlandaise, spécialiste du 100 m haies.
Elle représente la Finlande aux Championnats d'Europe 2018. Elle bat le record de Finlande en 12 s 72 en 2019.

## Carrière
Avant de reprendre la compétition en 2017, elle est journaliste sportive ayant fait ses études à l'Université de Clemson, à l'Université St Mary à Twickenham.
Le 7 juin 2020, dans un contexte de pandémie de Covid-19, elle établit la meilleure performance mondiale de l'année sur 100 m haies en 12 s 84 (+ 1,1 m/s). Elle remporte ensuite toutes ses compétitions en Finlande avec des chronos sous les 13 secondes (12 s 82 - 12 s 76 - 12 s 80 - 12 s 88 - 12 s 77), avant de terminer 4e des Paavo Nurmi Games, première compétition internationale depuis les mesures restrictives. Le 14 août, à 32 ans, elle remporte son premier titre national, dans le temps de 12 s 79.
Elle met un terme à sa carrière le 26 mai 2024, à l'issue d'une course en 13 s 26 à Helsinki.

## Palmarès
| Date | Compétition                       | Lieu      | Résultat | Épreuve     | Temps   |
| ---- | --------------------------------- | --------- | -------- | ----------- | ------- |
| 2007 | Championnats d'Europe juniors     | Hengelo   | finale   | 100 m haies | DQ      |
| 2019 | Championnats d'Europe par équipes | Bydgoszcz | 5e       | 100 m haies | 13 s 20 |

### National
100 m haies : Vainqueure en 2020, 2e en 2018, 3e en 2007 et 2019.

## Records
| Épreuve     | Temps   | Lieu     | Date            |
| ----------- | ------- | -------- | --------------- |
| 60 m haies  | 8 s 03  | Helsinki | 5 février 2023  |
| 100 m haies | 12 s 72 | Joensuu  | 24 juillet 2019 |